# Conceição do Coité
Conceição do Coité é um município brasileiro do estado da Bahia. Localizado na Mesorregião do Nordeste Baiano e na Microrregião de Serrinha. Sua população, conforme estimativa do IBGE de 2024, era de 71 316 habitantes.

## Topônimo
Sabe-se que o termo Conceição do topônimo é uma referência à padroeira municipal, Nossa Senhora da Conceição. Já sobre a origem do termo Coité, isso ainda é controverso. Tradicionalmente, fala-se que vem da árvore denominada coité ou cuité, na sombra da qual tropeiros e viajantes descansavam. No entanto, tal planta possui uma baixa estatura e não é nativa da região. O historiador Orlando Matos propôs que o termo provém do Tanque do Coité, uma nascente de água cristalina, importante fonte de água para a região, e coité é um termo do tupi que significa "tanque importante" ou "buraco importante".

## História
Os primeiros habitantes da região eram indígenas apelidados pelos exploradores de tocós, denominação esta oriunda do tupi-guarani que designa um tipo de coruja, pois percebia-se que esses índios tinham hábitos similares aos dessas aves, como se espreitar ou agachar na margem das estradas que passavam pela região.
As primeiras menções ao Sertão dos Tocós (atual Território do Sisal) datam da segunda metade do século XVII, quando essa região era composta por fazendas pertencentes a Antônio Guedes de Brito.
O Arraial do Coité (atual Conceição do Coité) se formou a partir de um ponto de pouso para tropeiros, viajantes e boiadeiros que se dirigiam para as minas de ouro de Jacobina. Nesse arraial, em 1756, João Benevides ergueu uma capela em louvor a Nossa Senhora da Conceição, então vinculada à Freguesia de São João Batista da Água Fria. A partir daí, foram organizadas feiras livres no Coité, que adquiriu uma vocação comercial.
A Lei Provincial n.º 539, de 9 de maio de 1855, elevou o Arraial do Coité à categoria de Freguesia, com o nome de Nossa Senhora da Conceição do Coité, subordinada à Vila de Feira de Santana.
Segundo a tradição, um coiteense teria lutado na Guerra do Paraguai.
A Freguesia de Conceição do Coité foi elevada à categoria de vila, desmembrando-se de Riachão do Jacuípe, por meio de ato estadual de 18 de dezembro de 1890, sendo instalada 12 dias depois.
Devido a dificuldades econômicas e à sanção de uma lei federal que determinava a extinção de municípios com menos de 20 mil habitantes e com arrecadação insuficiente, o município de Conceição do Coité foi extinto, renomeado para Jacuípe e reanexado como distrito a Riachão do Jacuípe em 1931, por meio dos Decretos Estaduais n° 7455, de 23 de junho, e 7479, de 8 de julho. Graças à luta e apelos populares, o distrito de Jacuípe foi elevado à categoria de município, com o nome Conceição do Coité, por meio do Decreto n° 8528, de 7 de julho de 1933. Conceição do Coité recebeu o título de cidade por meio do Decreto Lei n° 10724, de 30 de Maio de 1938.
Na década de 1930, o cultivo de sisal começou a ganhar destaque em Conceição do Coité e se tornou uma de suas bases econômicas.
Ao longo de sua trajetória administrativa, Conceição do Coité perdeu territórios para a criação dos municípios de Valente (1958) e Retirolândia (1962).

## Geografia
O município de Conceição do Coité está localizado no Nordeste da Bahia, possuindo uma área territorial de 1.015,252 km². Possui um relevo majoritariamente plano, estando a sua sede a uma altitude de 380 m, e faz limite com os municípios de Serrinha (S), Retirolândia (N), Araci e Barrocas (L). Riachão do Jacuípe (O), Ichu (SE), e Santaluz (NO).

## Economia
A economia de Conceição do Coité é, principalmente, baseada no comércio. Porém, o município também conta com diversas propriedades agrícolas destinadas à plantação e extração de, principalmente, sisal, feijão, milho e mandioca.